# Phobos 1
Phobos 1 (Russisch: Фобос-1) was een onbemande ruimtesonde, die gelanceerd werd op 7 juli 1988.
Het Phobosprogramma bestond uit twee sondes, Phobos 1 en Phobos 2, die gelanceerd werden door de Sovjet-Unie om de planeet Mars en zijn twee manen Phobos en Deimos te bestuderen. Beide sondes hebben een kritieke fout opgelopen.